# عشق ۹۱۱
عشق ۹۱۱(به انگلیسی: Love 911) یک فیلم در ژانر عاشقانه، کمدی و درام با بازی گو سو و هان هیو جو محصول سال ۲۰۱۲ کره جنوبی است. داستان این فیلم در مورد یک عاشقانه بعید بین یک آتش‌نشان فداکار با گذشته‌ای دردناک و یک پزشک خونسرد که فقط حرفه‌اش برایش اهمیت دارد است.

## بازیگران
- گو سو - کانگ ایل، آتش‌نشان
- هان هیو جو - می سو، دکتر
- ما دونگ-سوک - کاپیتان ایستگاه آتش‌نشانی
- کیم سانگ-او - یونگ سو، آتش‌نشان
- هیون جیو-نی - هیونگ کیونگ، آتش‌نشان
- Jin Seo-yeon -ها یون
- Oh Soo-min - جی یونگ، همسر مرده کانگ ایل
- Li Do-ah - روانپزشک
- Jo Min-ki - پزشک ارشد (حضور افتخاری)
- Yang Dong-geun - کارآگاه بانگ جی سو (حضور افتخاری)
- جونگ جین یونگ - پلیس (حضور افتخاری)
- Jo Kyoung-hon - شوهر بیمار
- Kim Seo-kyung - یانگ مو